# Parc de María Luisa
Le parc de María Luisa est l'un des parcs les plus grands de Séville (Andalousie, Espagne).

## Histoire
Il fut offert à la ville en 1893 par l'infante María Luisa, duchesse de Montpensier, et faisait à l'époque partie des jardins du Palais de San Telmo. Il ne fut que peu modifié jusqu'en 1911 : seule fut créée l'avenue de las Acacias qui suivait les chemins existant auparavant. Le parc fut entièrement réaménagé à l'occasion de l'Exposition ibéro-américaine de 1929 par l'ingénieur et paysagiste français Jean Claude Nicolas Forestier, chargé des travaux en 1911, à qui on demanda de conserver le plus possible d'espèces végétales. Le parc fut ouvert au public en 1914. À la même époque y furent incorporés, toujours pour l'Exposition ibéro-américaine, les terrains de l'ancien Verger de Mariana (Huerta de Mariana), où se situe depuis la place d'Amérique, et d'autres situés à proximité du Prado de San Sebastián afin de créer la place d'Espagne,.

## Situation
Il se trouve dans le district Sud, juste au sud du quartier de Santa Cruz. Il est longé à l'est par l'avenue de Borbolla, au sud par l'avenue de Eritaña, à l'ouest par la darse du Guadalquivir et le paseo de las Delicias (qui traverse le parc dans sa partie méridionale). Au nord, ses limites sont moins nettes. Elles sont données par la Place d'Espagne, l'Université de Séville et la rue San Fernando.

## Monuments et édifices
De nombreux bâtiments et monuments emblématiques de Séville se trouvent à l'intérieur ou juste en marge du parc de María Luisa. Parmi eux, citons l'Université, la Place d'Espagne, la Plaza de América, tous les pavillons de l'Exposition ibéro-américaine de 1929 et le Palais de San Telmo. De plus, la rue San Fernando sépare le parc des jardins de l'Alcázar.
Le parc abrite de nombreux étangs et fontaines. Parmi les plus célèbres, citons la Fontaine des Lions (Fuente de los Leones), la fontaine des Grenouilles (Fuente de las Ranas) et l'Étang des Lotus (Estanque de los Lotos).

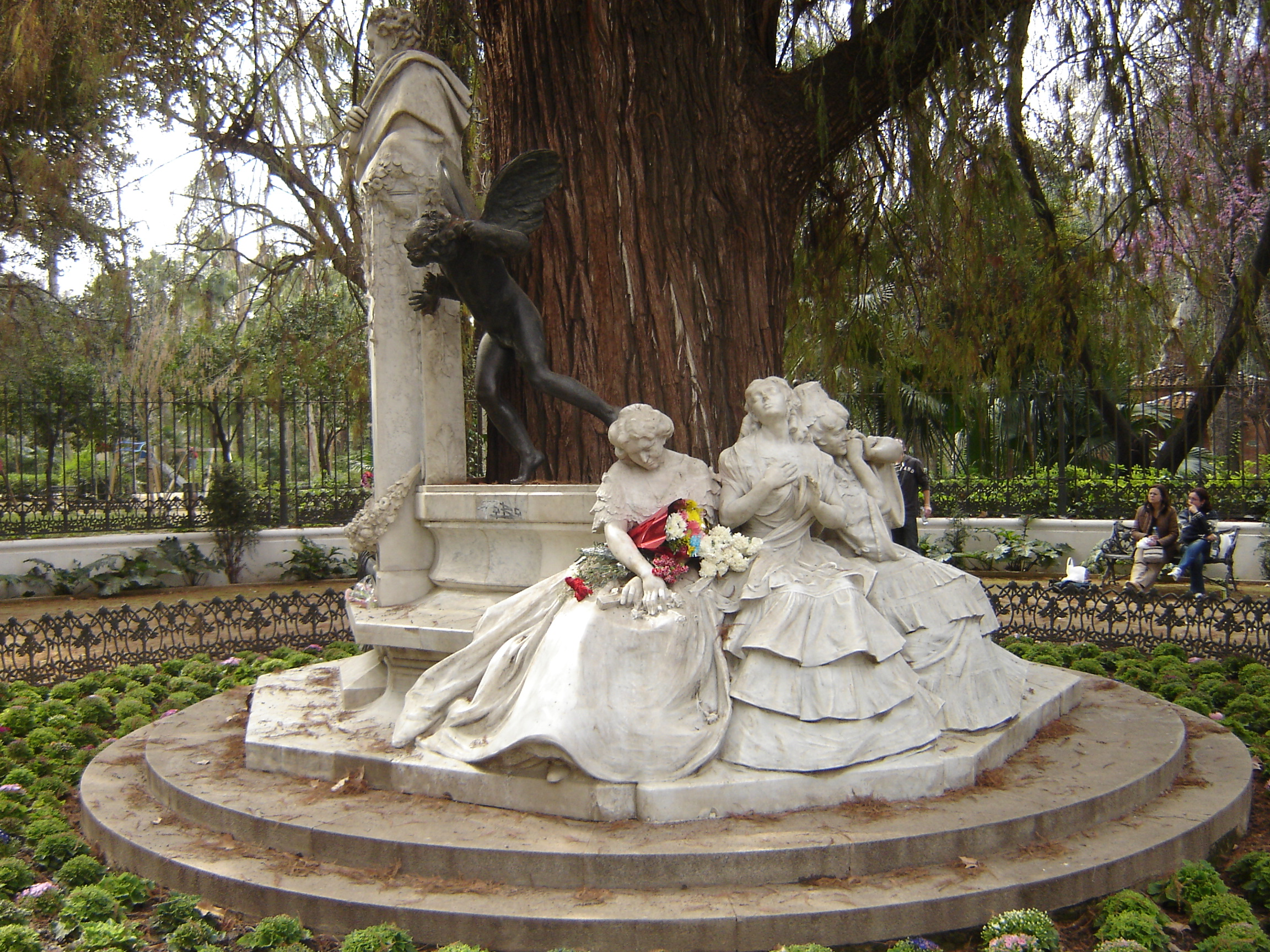
Le monument à Bécquer

Il se trouve au nord du parc, le long de l'avenue Gustavo Adolfo Bécquer. Il fut réalisé en 1911 par Lorenzo Coullaut Valera, avec la collaboration de l'architecte Juan Talavera Heredia et du sculpteur catalan Federico Bechini.
Le monument consiste en une base octogonale, entourant un arbre, dans laquelle est intégré, sur un piédestal, le buste du poète. À sa droite se trouve Cupidon enfant lançant des flèches à trois jeunes femmes. À la gauche du buste se trouve Cupidon adulte, poignardé et mourant. Les deux anges sont en bronze, le reste de l'œuvre étant en marbre blanc. Cette scène est inspirée de son recueil de poésies Rimas.

### Monument à Miguel de Cervantes
Il se trouve sur la Plaza de América, non loin du Pavillon Royal. Il fut réalisé en 1913 par l'architecte responsable de l'Exposition ibéro-américaine, Aníbal González, avec la collaboration de Ramos Rejano et d'Eduardo Muñoz. Il s'agit d'un espace polygonal décoré d'azulejos retraçant des scènes des œuvres de Cervantes. Deux statuettes, représentant Don Quichotte sur son cheval et Sancho Panza sur son âne, s'y sont également longtemps trouvées. Elles ont actuellement disparu.

### Fontaine des Lions

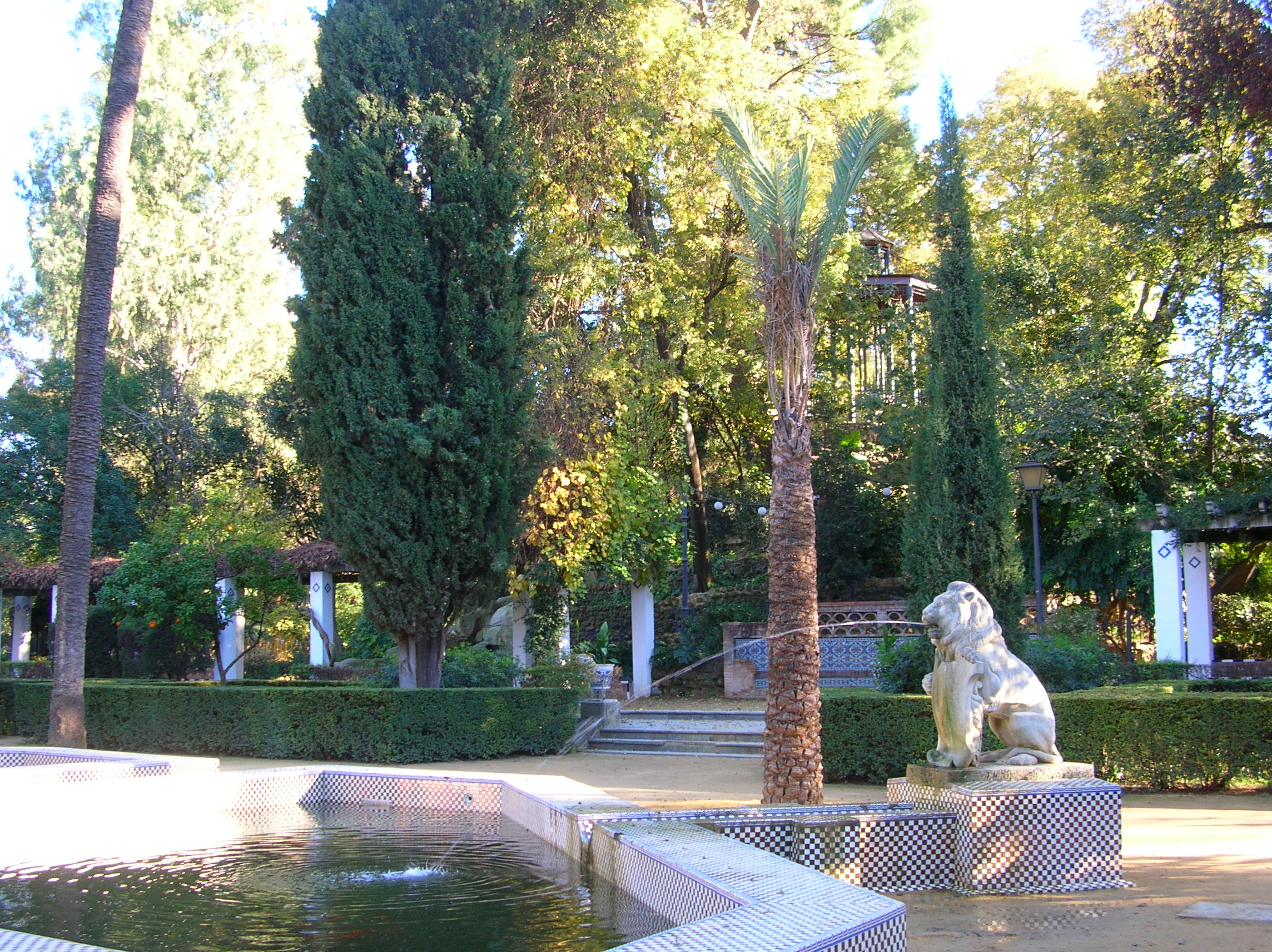
La Fontaine des Lions

La Fontaine des Lions (Fuente de los Leones en espagnol), sur une idée de Jean Claude Nicolas Forestier datant de 1913, fut réalisée par le sculpteur Manuel Delgado Brackenbury. Elle est composée de quatre lions de pierre, portant chacun un bouclier, placés sur quatre des huit faces d'une fontaine octogonale dans laquelle ils crachent de l'eau. La fontaine est décorée d'azulejos provenant de l'atelier de Manuel Ramos Rejano. Les lions furent installés en 1928. Très abîmés, ils furent remplacés en 1957 par des copies du sculpteur sévillan Juan Abascal. La fontaine fut restaurée en 1992.

## Flore et faune
Le parc est aussi un jardin botanique. De nombreuses espèces végétales, locales ou exotiques, y sont représentées, accompagnées de panneaux didactiques à l'attention du promeneur. On y retrouve notamment de nombreuses espèces de palmiers et de cycadales : des palmiers nains, des cycas du Japon, des kentias, des Livistona chinensis, des dattiers des Canaries, des dattiers, des dattiers du Sénégal, des choux palmistes, des palmiers Pindó, des palmiers de Chine, des palmiers de Californie et des Washingtonia robusta.
De nombreux oiseaux ont élu domicile dans le parc, qui est connu notamment pour sa grande population de colombes. On peut également y voir de nombreux perroquets verts, ayant élu domicile dans les platanes du parc, ainsi que, dans les fontaines et lacs, des canards et des cygnes.

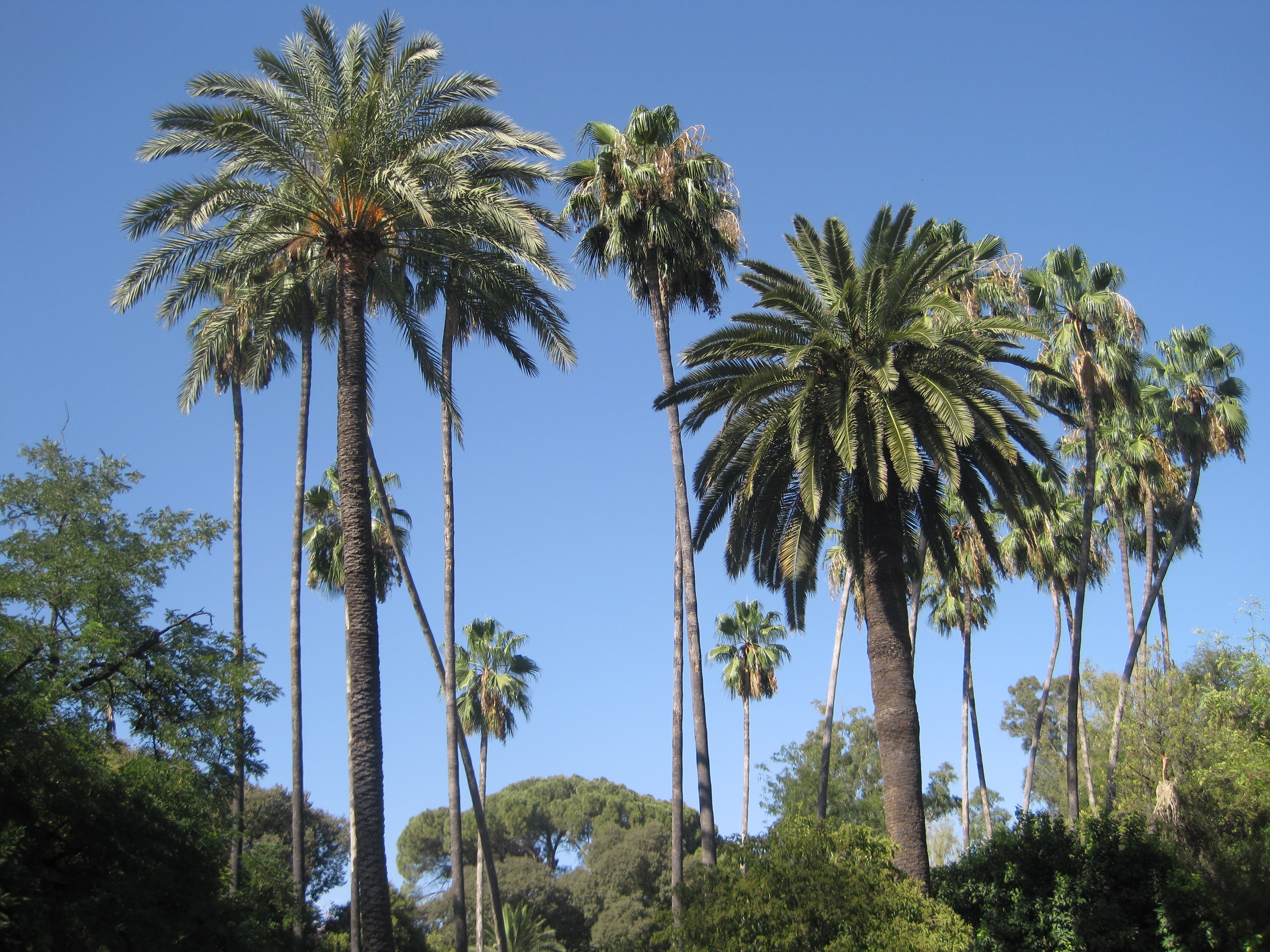
Palmiers du parc
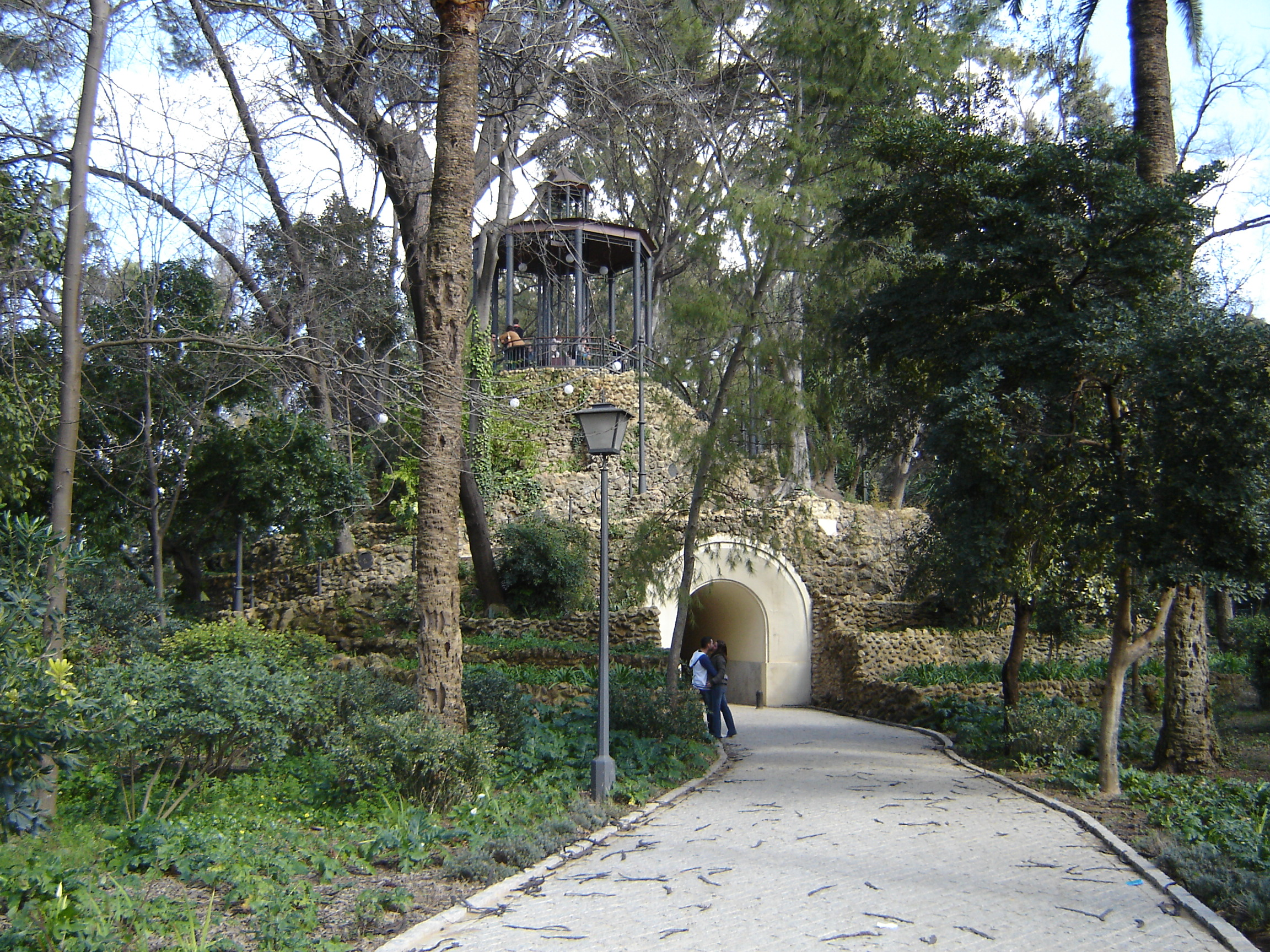
Le Mont Gurugú
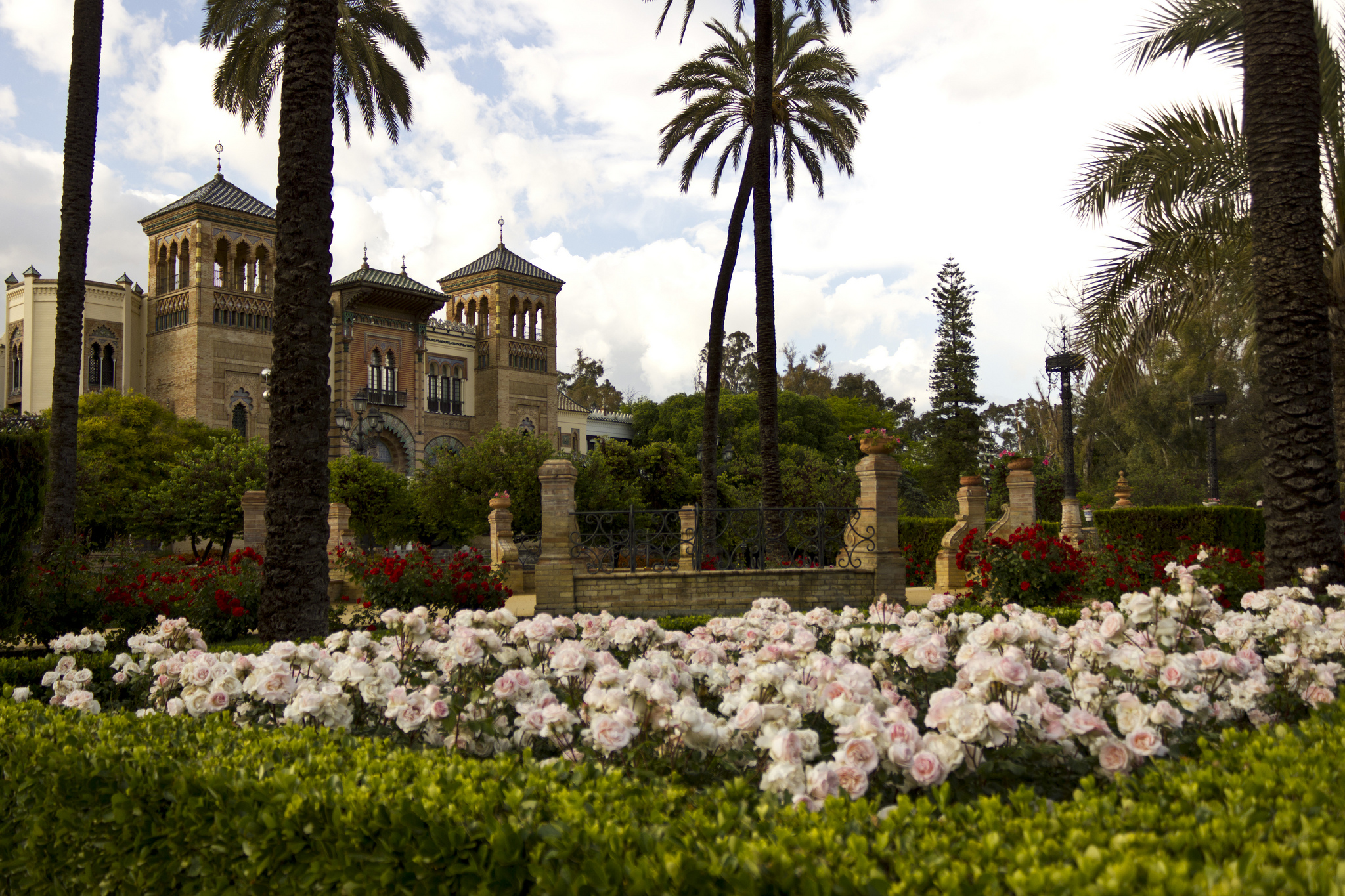
La Plaza de América et ses jardins